# Gnamptogenys nana
Gnamptogenys nana (лат.) — вид примитивных тропических муравьёв рода Gnamptogenys трибы Ectatommini подсемейства Ectatomminae.

## Распространение
Встречаются в Южной Америке (Аргентина, Бразилия).

## Описание
Длина тела 3-4 мм. От близких видов отличается мелкими размерами, продольными бороздками на заднегрудке и округлым субпетиолярным выступом. Голова субквадратная.
Метанотальный шов отсутствует. Тело красновато-коричневое (ноги и усики светлее). Стебелёк между грудкой и брюшком состоит из одного узловидного членика (петиоль). Голову и всё тело покрывают глубокие бороздки. Усики 12-члениковые. Скапус короткий и не достигает затылочного края головы. Глаза среднего размера, выпуклые. Челюсти субтреугольные с плоским базальным краем и бороздками у основания. Включён в видовой комплекс regularis complex (в составе подгруппы regularis subgroup из видовой группы mordax species group). Вид был впервые описан в 1960 году бразильским мирмекологом и монахом ордена Францисканцев Вальтером Вольфгангом Кемпфом (Walter Wolfgang Kempf; 1920—1976).